# Stora saluhallen, Rijeka
Stora saluhallen (kroatiska: Velika tržnica) är en saluhall i Rijeka i Kroatien. Saluhallen, ett kulturminnesmärkt byggnadskomplex bestående av två identiska paviljonger samt fiskmarknadens byggnad, ligger mellan stadens färjeläge och Nationalteatern. Här förekommer kommers med fisk, frukt, grönsaker, handarbeten med mera. Stora saluhallen är en av stadens sevärdheter.

## Historia
Torget framför Nationalteatern samt platsen för saluhallen skapades på 1800-talet. 1865 uppfördes den första fiskmarknaden enligt ritningar av Antonio Dessepio. 1880 uppfördes två identiska marknadspaviljonger i historicistisk stil. Paviljongerna ritades av Izidor Vauchning och tillverkades i stål och glas. Fiskmarknaden revs 1912 och arkitekten Carlo Pergoli gavs i uppdrag att rita en ny byggnad. En unik byggnad i frihetsstil med romanska stildrag uppfördes. Byggnadens ornamentala utsmyckningar gjordes av den venetianska skulptören Urbano Bottasso.